# プジョー・406

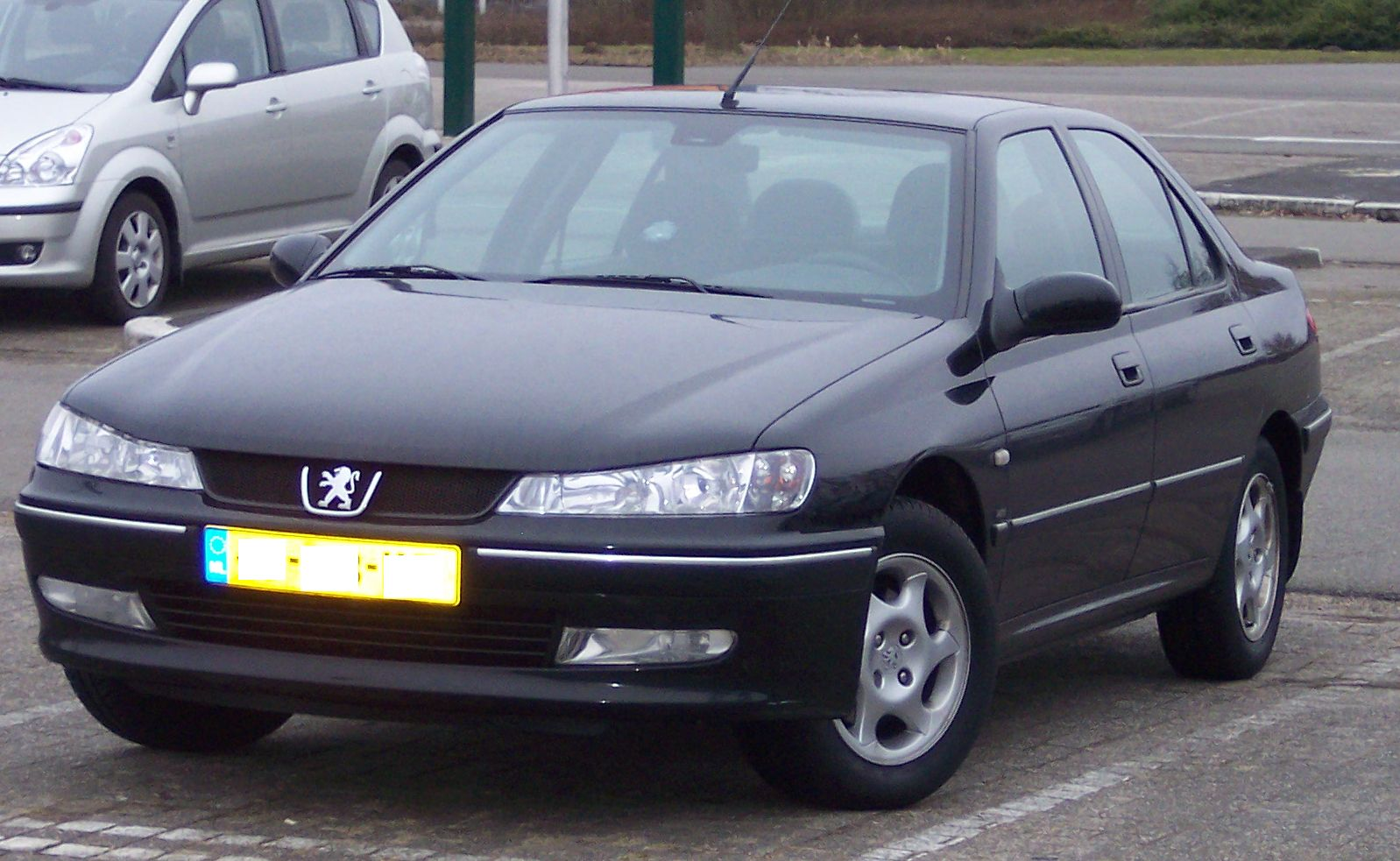
406

406（Peugeot 406 ）は、フランスの自動車メーカー、プジョーが製造・販売していたミドルクラス（Dセグメント）の乗用車。シトロエン・エグザンティアとプラットフォームを共有している。

## 概要

### セダン

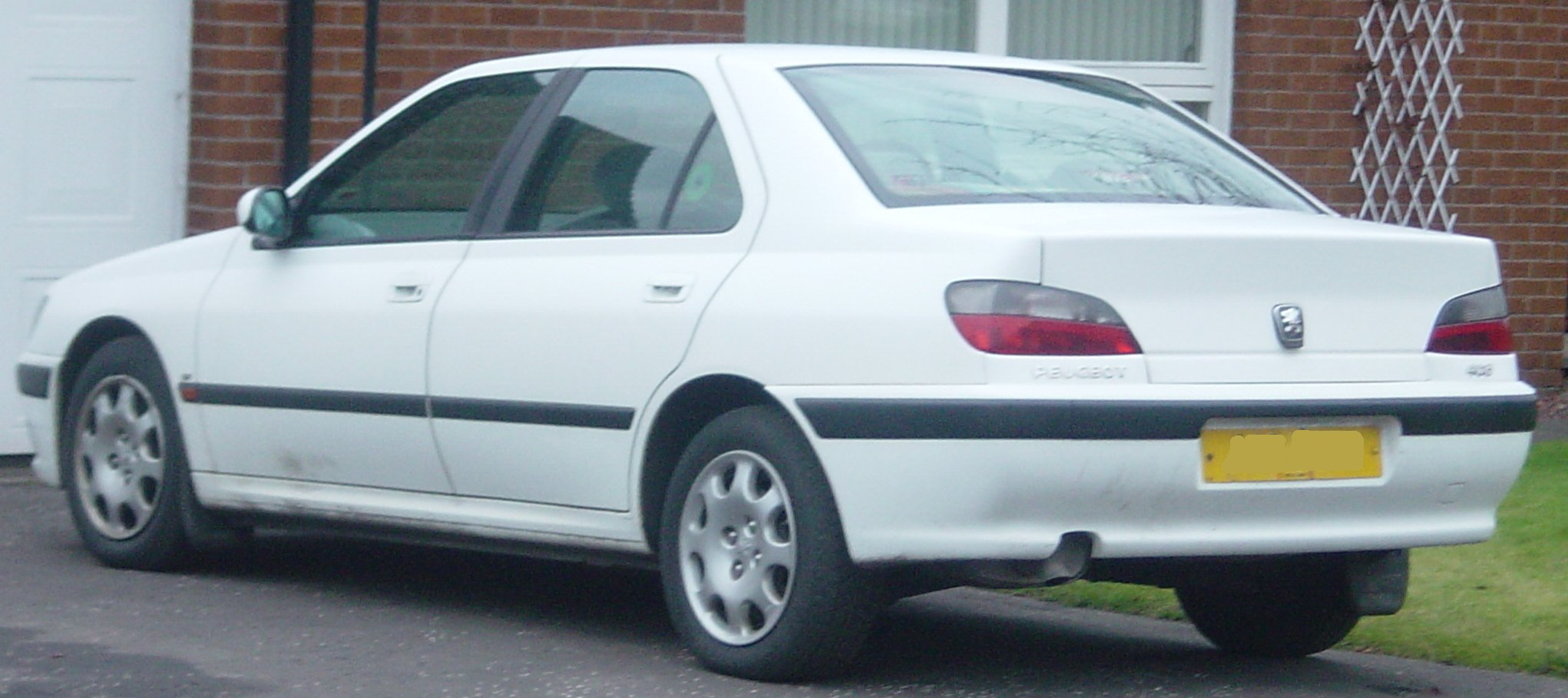
406セダン

405の後継となるミドルサイズのセダンとして、1995年9月のフランクフルトモーターショーで発表された。セダンのデザインはプジョーの社内案をベースとしたデザインを採用している。サイズは全長4,555mm×全幅1,770mm×全高1,420mm、ホイールベース2,700mm、車両重量は1,390kg。サスペンションはフロントはストラット、リアはマルチリンク。
日本には1996年（平成8年）10月から導入された。日本仕様は当初、右ハンドルのAT車のみであったが、後に「406スポーツ」と称した2.2Lエンジン搭載の左ハンドルMT車が追加されている。本革シートは最上級のSVレザーパッケージに付く。他に国内向けグレードとしてSV、STがあり、エンジンも本国では多数（6種類、ターボディーゼルなどもあり）選択できるが、国内向けは当初1本のみ。2.0L 直列4気筒DOHC16V（132PS/18.7kgm）をFF横置き搭載のみで、最高速度203km/hでプレミアムガソリン仕様（タンク容量70L）となる。
406セダンは、リュック・ベッソン製作の映画「TAXi」シリーズの主人公、ダニエル・モラレースの愛車として登場し、「TAXi2」「TAXi3」まで改造を重ねながら続投した。

### モータースポーツ
世界各地のツーリングカーレースで406セダンベースのマシンが活躍した。
ドイツ・スーパーツーリング選手権（STWカップ）では、プジョー・スポールから参戦したローレン・アイエロが1997年にタイトルを獲得。前年の1996年シーズンも3位、1998年も2連覇とはならなかったが、2位と好成績を残している。
プジョーの本拠地フランスのフランス・スーパーツーリスモでは1999年および2000年にウィリアム・デビッドがドライバータイトルを獲得。ブラジルやアルゼンチンなどのサーキットで開催される南米ツーリングカー選手権でも、1999年にエミリアーノ・スパタロとカカ・ブエノがドライバータイトルをチームメイト同士で争うこととなった。最終的に2人とも年間獲得ポイントが同点だったため、共同チャンピオンとなった。なお、当車の特徴として一番前にミッションがあって、エンジンは中央部に寄せるなどの大改造が施されている。

### ブレーク

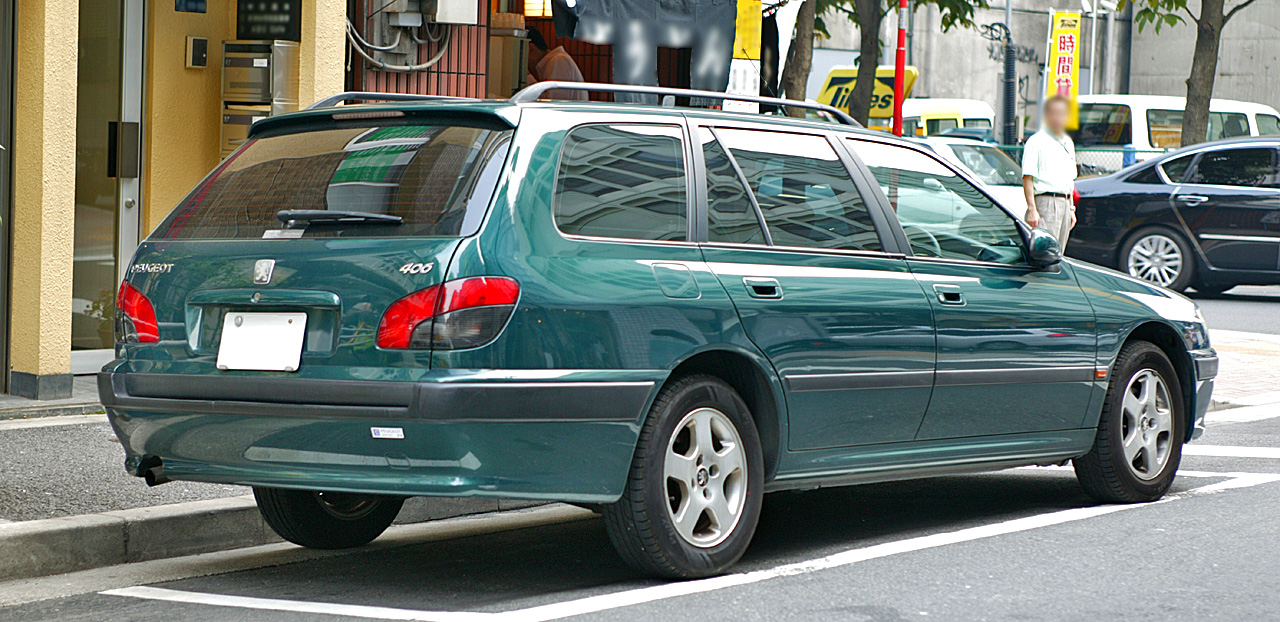
406ブレーク

ミドルサイズのステーションワゴンとして、セダン販売からさらに遅れ日本国内では1997年中旬ごろ販売された。エンジンもセダン同様に燃料供給装置はマルチポイントインジェクションの2.0L 直列4気筒DOHC16Vで、FF横置き搭載する。グレードは1種類のみでスタートし、後にマイナーチェンジで3.0L V型6気筒DOHC24Vが搭載、追加された。ブレーキも同様にサーボアシスト付で、前輪はベンチレーテッドディスク、後輪はディスクとなる。後部座席を格納する事で積載容量を526Lから1,741Lまで拡大可能。本国ではオプションで3列シートを装着可能。
サイズは全長4,725mm×全幅1,760mm×全高1,450mm、ホイールベース2,700mm、車両重量は1,453kg。

### クーペ

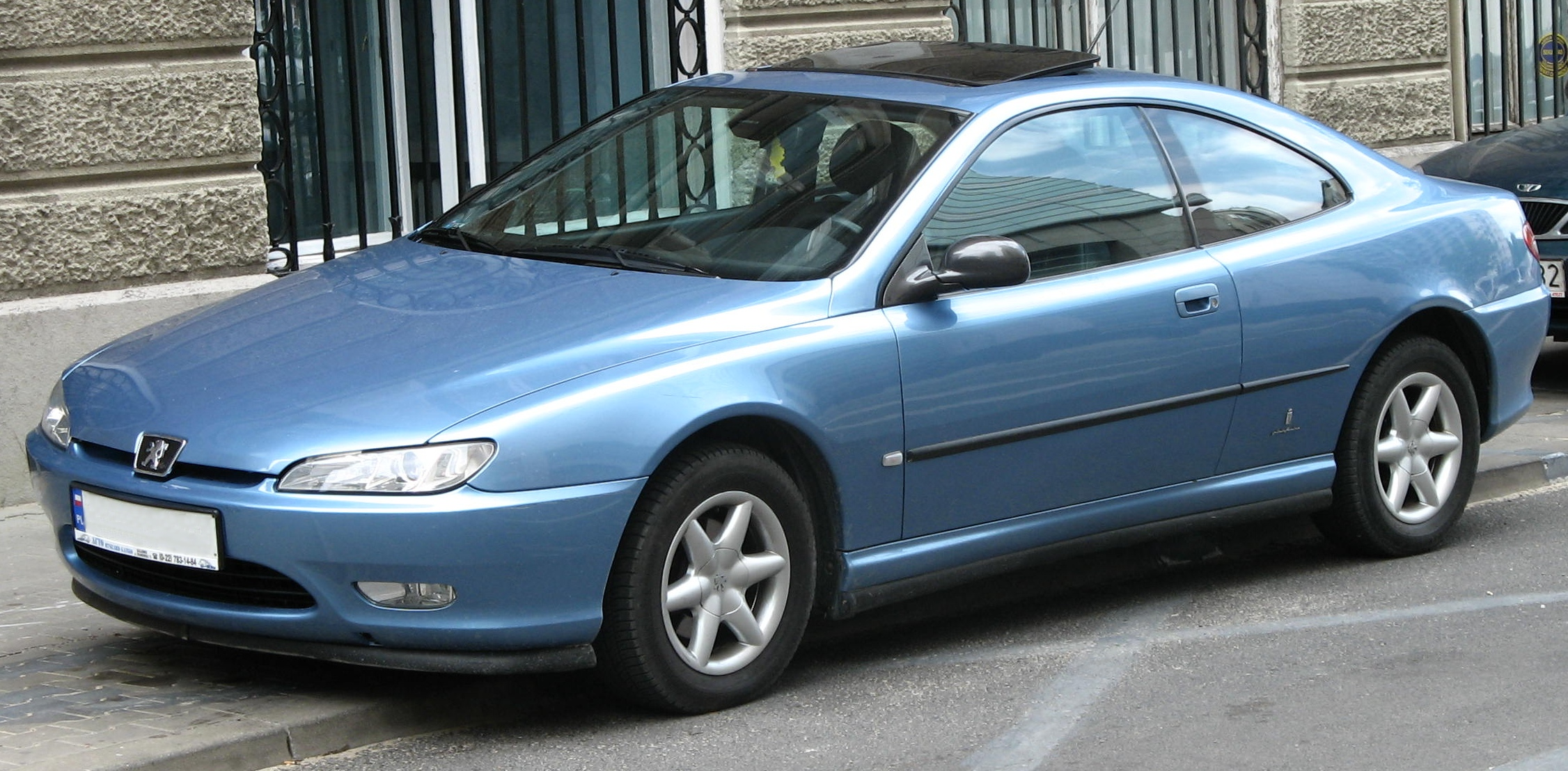
406クーペ

上級中間サイズのFFクーペとして、日本には1998年1月から導入された。デザインが似ているものの、外装でセダンと同一部品はなく、すべて専用設計となっている。内装はダッシュボード、センターコンソールはセダンとほぼ同様だが、メーターパネル、ドア内張り、前後シート、リア内張り、天井内張りはクーペ専用部品で、ダッシュボードにはピニンファリーナのエンブレムがある。前席シートはレカロとプジョーの共同開発によるもので、前期型のD8CPVではパンチングレザーが用いられていた。乗車定員は4名である。日本向け仕様は、エンジンは1997年11月にセダン・ブレークに追加されたものと共通の3.0L V6DOHC24V（190PS/26.7Kgm）で、組み合わされたのはZF製4HP20・4速AT（最終仕様まで一貫して使用された）で、この組み合わせのモデルのみがラインナップされていた（本国では2.0Lの設定もあり）。また、中期モデル（2003年8月）まで前輪ディスクブレーキはブレンボの対向4ピストンキャリパーが標準装備されていた。最高速度は235km/hで0-100km/h加速は7.9秒。ハンドルは左右から選択可能であるが、日本向けは1グレードのみで、本革シート標準装備。イタリアのカロッツェリアであるピニンファリーナがデザインのみならず製造工程まで一貫して手がけている。そのデザインの優美さは、歴代のフェラーリのデザインを手がけたピニンファリーナ（デザイナーはダビデ・アルカンジェリ）によることから、世界的に美しいフォーマル・クーペと評されることもあった。2000年にエンジンのチューニングが見直された。（206PS/29.0Kgm）2003年8月にマイナーチェンジが行なわれ、フロントバンパー、アルミホイールのデザインが一新された。
サイズは全長4,615mm×全幅1,810mm×全高1,365mm、ホイールベース2,700mm、車両重量は1,520Kg。(D8) 1,500Kg。(D9)

## 歴史
- 1996年10月からプジョー・ジャポンで正規ディーラー車の販売開始。
- 1997年11月から3.0L V6DOHC24Vエンジンがセダン、ブレークに導入。
- 1998年1月からクーペ導入。
- 1999年にマイナーチェンジ。セダンとブレークのZF製4ATがプジョーとルノーの共同開発品（AL4）に変更し約20kgの軽量化。サイドエアバッグが全車標準装備。セダンは2.0Lの1グレードのみに統合。
- 2000年にクーペのエンジンの細かな仕様変更。
- 2003年にはクーペのマイナーチェンジ。フロントのデザインが一新。
- 2005年に販売終了。